# 라자 후마본
라자 후마본, (이후 기독교로 개종하여 돈 카를로스 Don Carlos)은 포르투갈 탐험가 페르디난드 마젤란의 1521년 필리핀 도착 당시 세부 왕국의 라자였다. 1521년 스페인인들의 도착 이전까지 남아 있는 공식적인 기록은 존재하지 않고, 이탈리아의 사학자 안토니오 피가페타가 후마본과 스페인 식민지 이전에 존재했던 토착 필리핀 왕국에 대해 기술한 것만 남아 있다.

## 전설의 기록
마젤란 도착 이전의 라자 후마본에 대한 공식적인 기록은 남아 있지 않다. 구전에 따르면, 스리 하마바르(또한 라자 후마본으로 알려진)은 스리 반쿡의 아들이자 스리 루마이의 손자였다.
특히, 현지의 왕 중 한 명이었던 스리 루마이는 비사야에 정착했던 수마트라에서 온 토착민 왕이었고, 알호, 유콥, 반툭 등 여러 왕자들을 낳았다. 시알로로 알려진 스리 알호는 세부 남부 지역에서 오늘 날의 카르카르와 산탄데르를 포함한 읍락들을 다스렸다. 스리 유콥은 오늘 날의 콘솔라시온, 릴로안, 콤포스텔라, 다나오, 카르멘, 그리고 반타얀을 다스렸다. 그는 민다나오에서 온 마갈로스라는 부족과의 싸움에서 전사했다.
막내 아들 스리 반툭은 현재의 세부 시 지역에 해당하는 싱가팔라(싱가포르와 같은 어원을 가진 산스크리트어의 싱하푸라를 다스렸다. 그는 질병으로 사망했고, 아들 라자 후마본으로 알려진 스리 하마바르가 왕위를 계승했다. 스리 반툭은 스리 파랑이라는 형이 있었는데 허약함으로 통치를 할 수 없었다. 스리 파랑은 그의 왕좌를 조카 후마본에게 양위를 했고, 그가 세부의 왕(라자)이 되었다.

그리고 이들은 세부의 전설에 따르면 남인도의 촐라 제국의 후손이라고 한다

## 스페인과의 접촉
파랑도 어린 아들 투파스가 있었는데, 이후 후마본의 뒤를 이어 세부의 왕으로 왕위를 계승한다.[3] 사학자 안토니오 피가페타는 사타 라야 시타라는 구절을 문서에 남겼는데, 말레이어로 상인부터 왕까지 경고를 하는 것이었다. 피가페타의 기록에 따르면, 말라이 구절로 그들이 말한 것은 주로 야망을 말하는 것이다. 다른 해석은 그 그절이 라자 후마본이 다스리는 정권 하에 상인들에 의해 말해졌던 그 구절은 실제로 옛 말레이어인 코타 라야 키타로 우리는 위대한 성채이다라는 것을 의미했다고 한다. 코타 kota ("성채"), 라야 raya ("위대한"), 키타 kita ("우리"). 라자 후마본과 마젤란의 항해를 수행하러 온 말라카의 엔리케 사이의 만남은 안토니오 피가페타에 의해 문서화되었으며, 스페인 탐험가 미구엘 로페즈 데 레가즈피는 옛 말레이 플리핀에 있는

## 같이 보기
- 필리핀의 역사